# 銭荒
銭荒（せんこう）とは、中国宋代に発生した、無造作な専売品引換券の発行や決まった時期に行われた専売品の一括放出などの市場経済を考慮しないお粗末な経済政策により、日用必需品が市場で消化しきれなくなる又は不足するなど価格が乱高下した現象を指す用語。

## 概要
「銭荒」という言葉は宋代に発生し、時期としては神宗期、地域としては東南諸路と呼ばれた華中・華南地方で深刻であった。ただし、その発生は唐の時代にまで遡ることが可能である。
銅製品に変えて利益を得るために銅銭を熔解したために銅銭の流通量は減少した。密輸や倭寇などによる略奪に伴う国外への流出も続いた。
南宋の葉適は、銭が不足しているという主張と現実の物価上昇が矛盾していることを指摘して、実際には銭が余り過ぎていると看破している（『水心別集』巻2）。また、近年において井上正夫は、戦争などによる必要から一時的に銅銭が中央に集められて一部の地方で供給不足を起こし、また宋の国家財政の赤字であったことは事実であるとしても、実際の物価変動などからみれば民間を含めた宋の社会全体は銅銭の過剰供給による「カネあまり現象」が発生していた可能性が強いとした。